# Kim Hunter
Kim Hunter, de verdader nom Janet Cole, va ser una actriu estatunidenca nascuda el 12 de novembre de 1922 a Detroit, Michigan, Estats Units, i morta l'11 de setembre del 2002 a Nova York.
És coneguda per al seu paper de Stella Kowalski en A Streetcar Named Desire i pel de la Doctora Zira a El planeta dels simis.

## Biografia
Nascuda a Detroit però educada a Florida, Kim Hunter estudia a l'Actors Studio i s'inicia als escenaris de Miami el novembre de 1939 amb Penny Wise. S'hi van fixar els productors, i signa un contracte amb David O. Selznick, rodant la seva primera pel·lícula el 1943 (The Seventh Victim de Mark Robson). El mateix any comparteix el cartell amb Ginger Rogers de Company de la meva vida d'Edward Dmytryk, que és el relat de dones que viuen en comunitat durant la Segona Guerra Mundial, sent sospitosa de simpaties comunistes. Continua rodant algunes pel·lícules però el maccarthisme la manté allunyada de Hollywood i la fa concentrar-se en la seva carrera teatral.
El 1947, forma amb Marlon Brando la parella esquinçada i apassionada a A Streetcar Named Desire a l'escena de Broadway, parella que recreen el 1951 per a les necessitats de la gran pantalla en l'adaptació d'Elia Kazan, i que permet a Kim Hunter obtenir l'Oscar a la millor actriu secundària l'any següent. La seva carrera cinematogràfica ja no coneixerà un èxit semblant, tot i que obtingué el 1968 un dels papers principals d'El planeta dels simis de Franklin J. Schaffner. Treballarà en dues de les seves continuacions: Beneath the Planet of the Apes i Escape from the Planet of the Apes. Segueix, amb tot, interpretaren alguns llargmetratges però treballa sobretot per a la televisió i el teatre. Apareix el 1997 en Midnight in the Garden of Good and Evil de Clint Eastwood.
Kim Hunter va morir l'11 de setembre de 2002 a l'edat de 79 anys d'una crisi cardíaca al seu pis de Greenwich Village, a Nova York.

## Filmografia
| Any  | Títol                                      | Paper                 | Notes                                                                         |
| ---- | ------------------------------------------ | --------------------- | ----------------------------------------------------------------------------- |
| 1943 | The Seventh Victim                         | Mary Gibson           |                                                                               |
| 1943 | Company de la meva vida (Tender Comrade)   | Doris Dumbrowski      |                                                                               |
| 1944 | When Strangers Marry                       | Millie Baxter         |                                                                               |
| 1944 | Un conte de Canterbury (A Canterbury Tale) | Johnson's Girl        |                                                                               |
| 1945 | You Came Along                             | Frances Hotchkiss     |                                                                               |
| 1946 | A vida o mort (A Matter of Life and Death) | June                  |                                                                               |
| 1951 | A Streetcar Named Desire                   | Stella Kowalski       | Oscar a la millor actriu secundària Globus d'Or a la millor actriu secundària |
| 1952 | Deadline - U.S.A.                          | Nora Hutcheson        |                                                                               |
| 1952 | Anything Can Happen                        | Helen Watson          |                                                                               |
| 1956 | Enmig de la tempesta (Storm Center)        | Martha Lockridge      |                                                                               |
| 1956 | Bermuda Affair                             | Fran West             |                                                                               |
| 1957 | The Young Stranger                         | Helen Ditmar          |                                                                               |
| 1959 | Money, Women and Guns                      | Mary Johnston Kingman |                                                                               |
| 1964 | Lilith                                     | Dr. Bea Brice         |                                                                               |
| 1968 | El planeta dels simis (Planet of the Apes) | Zira                  |                                                                               |
| 1968 | El nedador (The Swimmer)                   | Betty Graham          |                                                                               |
| 1970 | Beneath the Planet of the Apes             | Zira                  |                                                                               |
| 1971 | Escape from the Planet of the Apes         | Zira                  |                                                                               |
| 1976 | Dark August                                | Adrianna Putnam       |                                                                               |
| 1987 | The Kindred                                | Amanda Hollins        |                                                                               |
| 1990 | Due occhi diabolici                        | Mrs. Pym              | part: "The Black Cat"                                                         |
| 1993 | The Black Cat                              | Mrs. Pym              | Curta revisió de Due occhi diabolici                                          |
| 1993 | L.A. Law                                   | La Sra. Schoen        | Sèrie Tv - Episodi: 22 - Temporada 8 -                                        |
| 1997 | Midnight in the Garden of Good and Evil    | Betty Harty           |                                                                               |
| 1998 | A Price Above Rubies                       | Rebbitzn              |                                                                               |
| 1999 | Abilene                                    | Emmeline Brown        |                                                                               |
| 1999 | Out of the Cold                            | Elsa Lindepu          |                                                                               |
| 2000 | Here's to Life!                            | Nelly Ormond          |                                                                               |
| 2000 | The Hiding Place                           | Muriel                |                                                                               |
| 2000 | Party Crasher: My Bloody Birthday          | -                     | Com a coproductora                                                            |